# فريديريك جاي
فريديريك جاي (20 سبتمبر 1976 بماكون في فرنسا - ) (بالفرنسية: Frédéric Jay)‏ هو لاعب كرة قدم فرنسي في مركز الدفاع. لعب مع ستاد رين ونادي أوكسير ونادي غرونوبل ونادي مونز.

## وصلات خارجية
- فريديريك جاي على موقع رابطة كرة القدم الفرنسية للمحترفين (الإنجليزية)
- فريديريك جاي على موقع قاعدة بيانات كرة القدم.إي يو (الإنجليزية)